# Белорусский голос
Белору́сский го́лос — общественно-политическая и литературная газета, издававшаяся в Гомеле с 24 января (6 февраля) по 3 (16) марта 1910 года на русском языке (печатались также белорусские народные песни на «белорусском наречии»).

## История
Газета являлась фактически печатным органом гомельского отделения Союза русского народа и стояла на позициях западноруссизма, считая белорусов одной из ветвей русского народа. Выходила два раза в неделю в среду и воскресенье. Редактор и издатель А.Ф. Беняш-Кржижец. Агитировала за избрание русских националистов в Гомельскую городскую думу, призывала бойкотировать еврейские товары, поддерживала городского голову И. Домбровича. Всего вышло 10 номеров.